# Rosopaella
Rosopaella är ett släkte av insekter. Rosopaella ingår i familjen dvärgstritar.

## Dottertaxa tillRosopaella, i alfabetisk ordning[1]
- Rosopaella aldutra
- Rosopaella aroka
- Rosopaella carmiella
- Rosopaella citrinella
- Rosopaella crofta
- Rosopaella cupreus
- Rosopaella evansi
- Rosopaella felicta
- Rosopaella filoxa
- Rosopaella flindersi
- Rosopaella galonda
- Rosopaella geoffroyi
- Rosopaella kirkaldyi
- Rosopaella leurensis
- Rosopaella lopada
- Rosopaella magnata
- Rosopaella napais
- Rosopaella nigra
- Rosopaella nigrilinea
- Rosopaella nigroflava
- Rosopaella nigropicta
- Rosopaella nigroscuta
- Rosopaella nubera
- Rosopaella nuda
- Rosopaella pallens
- Rosopaella parva
- Rosopaella praeda
- Rosopaella recurva
- Rosopaella rubrofascia
- Rosopaella swani
- Rosopaella weiri